# 壱丁目
壱丁目（いっちょうめ）は、埼玉県上尾市の大字。一町目や壱町目とも称する。
本項では、関連町名である壱丁目南（いっちょうめみなみ）、壱丁目西（いっちょうめにし）、壱丁目北（いっちょうめきた）、壱丁目東（いっちょうめひがし）についても扱う。郵便番号は大字壱丁目が362-0046、壱丁目南が362-0083、壱丁目西が362-0084、壱丁目北が362-0081、壱丁目東が362-0082。何れも住居表示未実施地区。
市の統計などでは何れも大谷地区で分類されている。

## 地理
埼玉県の中央地域（県央地域）で、上尾市の南部の大宮台地上に位置する南北にやや長い三角形の形をした地区である。東側を大字今泉や大字向山、南側を地頭方、西側や北側を小敷谷と隣接する。南東部では大谷本郷の飛地とも隣接する。上尾市民体育館の北側付近や川越上尾線付近に壱丁目の飛地がある。現在は全域が市街化区域で主に第一種低層住居専用地域（国道沿いは準住居地域、県道沿いは第二種住居地域、その他主要な通り沿いは第一種住居地域や第一種中高層住居専用地域）である。田畑が多くまばらに住宅があり、雑木林も見られるのどかな風景が広がっていたが、2007年頃より後述の土地区画整理事業が実施され、土地利用が農地から住宅地に変わりつつある。地区内に上尾道路が開通し、さいたま市方面や首都圏中央連絡自動車道（圏央道）方面に向かう交通量が年々増加している。また、北部の近隣商業地域にアリオ上尾が2013年に開店した。また、南部の工業地域や準工業地域にはUDトラックスの本社や上尾工場が存在する。
大谷北部第四土地区画整理事業が実施されて宅地化が進み、換地処分翌日の2020年（令和2年）11月21日に町名地番変更が実施されて壱丁目南・壱丁目西・壱丁目北・壱丁目東が成立した。何れも丁番を持たない単独町名である。これにより大字壱丁目はUDトラックスがある南部とアリオ上尾がある北部に大きく分断された。
壱丁目西の面積は0.0849 km2で上尾市の町・字では最も狭い。壱丁目北の面積も0.0919 km2で原市北に次いで3番目に狭い。
壱丁目北に集落跡である「壱丁目中遺跡」（県遺跡番号：14-352）があり、土器片が発掘されている。

### 地価
住宅地の地価は、2018年（平成30年）1月1日に公表された都道府県地価調査によれば、壱丁目字東原179番地11の地点で9万6800円/m2となっている。

## 歴史
もとは江戸期より存在した武蔵国足立郡大谷領に属する壱丁目村であった。村高は正保年間の『武蔵田園簿』では一町目村として182石（田35石余、畑141石余、山高4石余）、『元禄郷帳』および『天保郷帳』によると186石余であった。化政期の戸数は40軒余で、村の規模は東西、南北とも6町余であった。地名の由来は新補地頭の免田である「大谷郷一町免」から転じたと云われている。
1875年（明治8年）の農業産物高は武蔵国郡村誌によると米15石、陸稲米2石、大麦170石、小麦30石、大豆25石、小豆5石、栗30石、稗8石、蕎麦6石、甘藷5400貫、菜種3.5石であった。
初め幕府領、1624年（寛永元年）より旗本柴田氏知行、1698年（元禄11年）は上知され再び幕府領。なお、検地は1662年（寛文元年）に実施。
- 幕末の時点では足立郡壱丁目村であった。明治初年の『旧高旧領取調帳』の記載によると、代官大竹左馬太郎支配所が管轄する幕府領であった[注釈 3][20][21]。
- 1868年（慶応4年）6月19日 - 旧幕府領が武蔵知県事・山田政則（忍藩士）の管轄となる。
- 1869年（明治2年）
  - 1月13日 - 武蔵知県事・宮原忠英の管轄区域に大宮県を設置、同県の管轄となる。県庁は東京府馬喰町に置かれる。
  - 9月29日 - 県庁が浦和に置かれ浦和県に改称。
- 1871年（明治4年）11月13日 - 第1次府県統合により埼玉県の管轄となる。
- 1872年（明治5年）
  - 3月 - 大区小区制施行により第19区に属す[22][23]。
  - 月日不明 - 地内の西光寺（新義真言宗、日乗院末）が廃寺となる[24]。薬師堂、阿弥陀堂が現存する。
- 1879年（明治12年）3月17日 - 郡区町村編制法により成立した北足立郡に属す。郡役所は浦和宿に設置。
- 1884年（明治17年）7月14日 - 連合戸長役場制により成立した平方村連合に属す。連合戸長役場は平方村に設置[25]。
- 1883年（明治18年） - 上尾と川越を結ぶ道路を改良して県道（現在の埼玉県道51号川越上尾線）として開通する[26]。
- 1889年（明治22年）4月1日 - 町村制施行に伴い、壱丁目村を含む区域をもって大谷村が成立、大谷村の大字壱丁目となる[27]。
- 1955年（昭和30年）1月1日 - 町村合併促進法の施行に伴い、大谷村が上尾町・平方町・原市町・上平村・大石村と合併によって新たな上尾町となる[28]。上尾町の大字となる。
- 1958年（昭和33年）7月15日 - 上尾町が市制施行し、上尾市の大字となる[28]。
- 1963年（昭和38年） - 地区内に日産ディーゼル工業（現・UDトラックス）の工場が建設される[20]。
- 1975年（昭和50年）10月 - 地内に都市計画道路「上尾平方線」が開通する[29]。
- 1977年（昭和52年）3月 - 大正製薬の上尾総合運動場が完成する[30]。なお、この土地はもとは1961年（昭和36年）に取得した東急くろがね工業の所有地であった。
- 1978年（昭和53年）4月28日 - 大谷北部第一特定土地区画整理事業の都市計画決定[13]。
- 1980年（昭和55年）11月2日 - 大正製薬の上尾総合運動場敷地内にに上尾体育館が落成する[30]。
- 1982年（昭和57年）1月22日 - 大谷北部第三特定土地区画整理事業の都市計画決定[13]。
- 1986年（昭和61年）
  - 3月31日 - 地内の愛宕神社の本殿が、市の有形文化財（建造物）に指定される[31]。
  - 10月8日 - 大谷北部第一特定土地区画整理事業の完成により町名地番変更を実施、大字壱丁目の一部が大字大谷本郷、大字小泉、大字谷津、大字今泉、大字弁財、および弁財一丁目の各一部と併合して今泉一丁目が成立する[32]。
- 1993年（平成5年）12月28日 - 大谷北部第二地区土地区画整理事業の都市計画決定[13]。
- 2005年（平成17年）9月17日 - 大谷北部第三特定土地区画整理事業の完成により町名地番変更を実施、大字壱丁目・大字向山・大字大谷本郷・大字川の一部から向山一丁目 - 四丁目が成立[13][20]。
- 2007年（平成19年）1月23日 - 大谷北部第四地区土地区画整理事業の都市計画決定[13]。
- 2010年（平成22年）3月27日 - 地区内に上尾道路が建設され、開通する。
- 2011年（平成23年）8月 - 上尾道路を横断する都市計画道路小敷谷向山線の「壱丁目地下道」が開通する[29]。
- 2013年（平成25年）6月29日 - 地区内にアリオ上尾が建設され、開業する。
- 2020年（令和2年）11月21日 - 大谷北部第四土地区画整理事業の換地処分が前日に行われたことに伴い、町名地番変更が行われ、大字壱丁目・大字小敷谷・大字地頭方・大字今泉・大字向山・大字大谷本郷の各一部から壱丁目南・壱丁目西・壱丁目北・壱丁目東および今泉四丁目・向山五丁目が成立[14]。
- 2021年（令和3年）3月26日 - 地頭方地区の地区計画決定[33]。大字壱丁目の南部の一部地域が区域に該当する。
- 2023年（令和5年）3月25日 - 壱丁目東に子ども・子育て支援複合施設（AGECOCO）が建設され、竣工式を挙行する（オープンは翌月1日から）[34][35]。

### 存在していた小字
- 南境[20][注釈 4]
- 新田前
- 東原
- 中
- 愛宕前
- 原[注釈 5]
- 宮前
- 台下

※ 『新編武蔵風土記稿』には「宿次」・「本郷久保」・「四つ塚」・「小向」の記載があるが、現在の場所を特定できない。

## 世帯数と人口
2021年（令和3年）4月1日時点（上尾市発表）の世帯数と人口は以下の通りである。
| 大字・町丁 | 世帯数  | 人口    |
| ---------- | ------- | ------- |
| 大字壱丁目 | 78世帯  | 155人   |
| 壱丁目南   | 366世帯 | 1,025人 |
| 壱丁目西   | 95世帯  | 243人   |
| 壱丁目北   | 298世帯 | 728人   |
| 壱丁目東   | 415世帯 | 957人   |

## 小・中学校の学区
市立小・中学校に通う場合、学区（校区）は以下の通りとなる。
| 大字・町丁 | 番地             | 小学校               | 中学校             |
| ---------- | ---------------- | -------------------- | ------------------ |
| 大字壱丁目 | 1 - 43 348 - 466 | 上尾市立今泉小学校   | 上尾市立大谷中学校 |
| 大字壱丁目 | 44 - 53          | 上尾市立平方東小学校 | 上尾市立太平中学校 |
| 壱丁目南   | 全域             | 上尾市立平方東小学校 | 上尾市立太平中学校 |
| 壱丁目西   | 全域             | 上尾市立平方東小学校 | 上尾市立太平中学校 |
| 壱丁目北   | 全域             | 上尾市立今泉小学校   | 上尾市立大谷中学校 |
| 壱丁目東   | 全域             | 上尾市立今泉小学校   | 上尾市立大谷中学校 |

## 事業所
2021年（令和3年）現在の経済センサス調査による事業所数と従業員数は以下の通りである。
| 大字・町丁 | 事業所数  | 従業員数 |
| ---------- | --------- | -------- |
| 大字壱丁目 | 113事業所 | 3,824人  |
| 壱丁目南   | 7事業所   | 147人    |
| 壱丁目西   | 3事業所   | 32人     |
| 壱丁目北   | 15事業所  | 175人    |
| 壱丁目東   | 9事業所   | 52人     |

## 交通
地区内に鉄道は敷設されていない。最寄り駅はJR東日本高崎線上尾駅であるが、壱丁目字東原179番地11の地点からはおよそ2.5 km離れている。

### 道路
- 国道17号（上尾道路）
- 埼玉県道51号川越上尾線
- 埼玉県道323号上尾環状線
- 小敷谷向山線[12]
- 小敷谷今泉線
- 上尾池袋線

### バス
上尾駅西口駅前より西上尾第一・第二団地や、平方・川越駅方面への路線バスが多数運行されている。
東武バスウエスト上尾営業所
地区内は「一丁目」、「新田前」、「愛宕神社前」バス停留所が設置されている。
上尾市コミュニティバス「ぐるっとくん」
- 大谷循環
- 平方小敷谷循環

地区内は「壱丁目東」、「壱丁目」、「新田前」バス停留所が設置されている。

## 地域

### 町内会
- 壱丁目地区自治会[40]

### 公園
大字壱丁目には公園は存在しない。
壱丁目東
- どんぐり公園 - 指定緊急避難場所（地震・洪水）に指定[41]。
- アスレチックパーク（街区公園） - 指定緊急避難場所（地震・洪水）に指定。
- 壱丁目公園 - 廃止され、宅地化された。現在の壱丁目東18-4付近。

壱丁目南
- ちびっこパーク（街区公園）
- グランドゴルフパーク（街区公園） - 指定緊急避難場所（地震）に指定。

壱丁目西
- フィットネスパーク（街区公園）
- ボールパーク（街区公園）

壱丁目北
- モミノキ公園 - 指定緊急避難場所（地震・洪水）に指定。
- コミュニティ広場（仮称） - 大谷北部第四土地区画整理組合事務所の跡地に造成される

### 施設

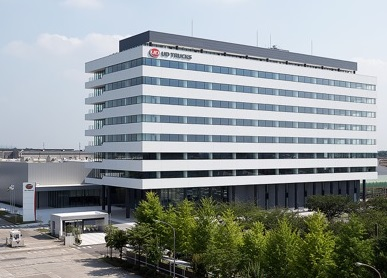
UDトラックス本社

かつてはアリオ上尾の場所に大正製薬の総合運動場や薬草園が立地していた。
大字壱丁目
- アリオ上尾
- UDトラックス 本社工場

壱丁目北
- 愛宕神社[42] - 平方八枝神社の兼務社。区画整理が行われる前は広大な社叢を有し、市指定天然記念物の推定樹齢五百年以上の大杉があった[43][44]。
- 愛宕会館
- 三光堂[12] - 愛宕会館に隣接
- 大谷北部第四土地区画整理組合事務所

壱丁目東
- 子ども・子育て支援複合施設（AGECOCO）[35]
  - 上尾市立大谷西保育所
  - 発達支援相談センター
  - 児童発達支援センターつくし学園 - 児童養護施設

壱丁目南
- しののめキッズパーク保育園